# War Office

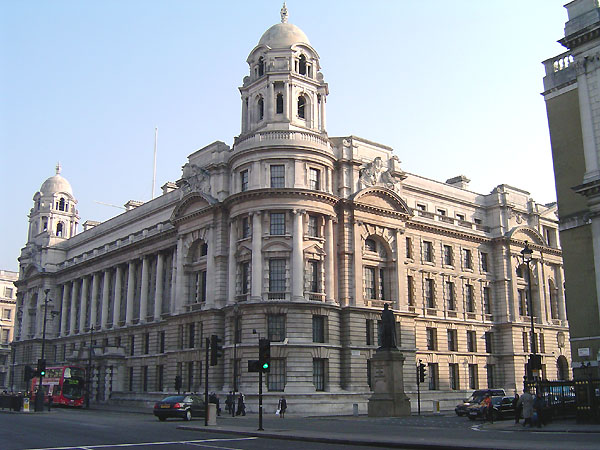
Old War Office Building längs med Whitehall.

War Office var ett tidigare departement i Storbritannien som hade ansvaret för administrationen av Storbritanniens armé från 1600-talet till 1964 då uppgiften togs över av Storbritanniens försvarsministerium.
Alla dokument och protokoll finns bevarade vid National Archives under dess förkortning WO. 
Namnet "War Office" har också givits till byggnaden där departementet låg på Horse Guards Avenue i London, en byggnad som idag används av Storbritanniens försvarsministerium.

## Historia
War Office utvecklades utifrån Krigsrådet, Council of War, som var en ad hoc-organisation som bestod av kungen och hans militäre befälhavare. Flera äldre institutioner som t.ex. Board of Ordnance lades samman för att bilda War Office. Vid sidan av War Office som hade hand om armén fanns the Admiralty som ansvarande för Royal Navy och i ett senare skede Air Ministry för Royal Air Force. William Blathwayt som utsågs till Secretary at War 1684 utökade War Offices arbete. År 1722 placerades det vid Horse Guards i Whitehall och från 1858 var man i Cumberland House innan det för War Office byggda huset idag känt som Old War Office Building stod klart.  War Office kom under lång tid att ha administrativa uppgifter, strategi låg då under Northern and Southern Departments, föregångare till dagens Storbritanniens utrikesdepartement (Foreign and Commonwealth Office) och Storbritanniens inrikesdepartement (Home Office). År 1801 bildades War and Colonial Office och ur detta bröts Colonial Office ut 1854. 
War Office kom att tappa stor del av sin position efter första världskriget med stora personalneddragningar och minskade anslag. När Winston Churchill blev premiärminister 1940 ignorerade han War Office och utsåg sig till försvarsminister (Minister of Defence). År 1947 utsåg premiärminister Clement Attlee för första gången en försvarsminister. 
War Offices dagar var så till ända 1964 då en omorganisation lade samman War Office, Admiralty och Air Ministry till Storbritanniens försvarsministerium.